# Jérôme Sonnerat
Jérôme Sonnerat est un footballeur français né le 19 février 1985 à Annecy. Il évolue au poste de défenseur au Gallia Club Lucciana.

## Biographie
Formé au Servette FC (Suisse), il signe son premier contrat professionnel à Angers lors de la saison 2004/2005.
En 2006, il rejoint le FC La Chaux-de-Fonds (Suisse).
Une saison plus tard, il est engagé par le FC Lausanne-Sport (Suisse).
Il atteint la finale de la Coupe de Suisse en 2010 avec Lausanne.
Lors de la saison 2010-2011, il dispute 12 rencontres en Ligue Europa avec le club de Lausanne.
Après sept années passées sous les couleurs de Lausanne, il signe au CA Bastia à l'été 2014.

## Statistiques
| Saison      | Club                 | Pays   | Championnat       | Championnat | Championnat |
| Saison      | Club                 | Pays   | Division          | Matchs      | Buts        |
| ----------- | -------------------- | ------ | ----------------- | ----------- | ----------- |
| 2001 - 2002 | Servette FC          | Suisse | Ligue Nationale A | 1           | 0           |
| 2002 - 2003 | Servette FC U21      | Suisse | 1re Ligue         | 18          | 1           |
| 2003 - 2004 | Servette FC          | Suisse | Axpo Super League | 2           | 0           |
| 2004 - 2005 | Angers SCO           | France | Ligue 2           | 17          | 0           |
| 2005 - 2006 | Angers SCO           | France | National          | 21          | 0           |
| 2006 - 2007 | FC La Chaux-de-Fonds | Suisse | Challenge League  | 30          | 0           |
| 2007 - 2008 | FC La Chaux-de-Fonds | Suisse | Challenge League  | 4           | 0           |
| 2007 - 2008 | FC Lausanne-Sport    | Suisse | Challenge League  | 20          | 0           |
| 2008 - 2009 | FC Lausanne-Sport    | Suisse | Challenge League  | 27          | 0           |
| 2009 - 2010 | FC Lausanne-Sport    | Suisse | Challenge League  | 28          | 0           |
| 2010 - 2011 | FC Lausanne-Sport    | Suisse | Challenge League  | 29          | 1           |
| 2011 - 2012 | FC Lausanne-Sport    | Suisse | Super League      | 28          | 0           |
| 2012 - 2013 | FC Lausanne-Sport    | Suisse | Super League      | 28          | 2           |
| 2013 - 2014 | FC Lausanne-Sport    | Suisse | Super League      | 26          | 0           |